# Dunas ben Labrat
Dunas ben Labrat (héberül: דוֹנָש הלוי בֵּן לָבְרָט, arabul: دناش بن لبراط), (Fez, 920 körül – Córdoba, 990 körül) középkori zsidó nyelvtudós.
A észak-afrikai Fezből származott. Élete első felében Keleten élt Szaadja gaon tanítványaként, majd hispaniai Córdobába ment, és támadni kezdte Szaadja tanait. Kifogásolta Menáhem ben Szaruk nézeteit is Tesúbót című gúnyos vitairatában. Saját álláspontját aprólékosan részletezett nyelvtani és maszórai szabályok keretében mutatta be. Az igéket törzsalakjait úgynevezett „könnyű” és „nehéz” fajtákra osztotta fel. Őtőle származik a „miskal” ('súly') nyelvtani terminus technikus, amellyel azt a mintául vett szóalakot jelölte, amellyel egy hasonló képzésű szónak a formáját fejezik ki. Foglalkozott az arab nyelvvel való összehasonlítással, és ő honosította meg a héber költészetben arab mintára a metrumot, újítása azonban sokáig népszerűtlen maradt.